# Tonami
Tonami (砺波市?, Tonami-shi) è una città giapponese della prefettura di Toyama.